# Теморис
Те́морис (исп. Témoris) — посёлок в Мексике, штат Чиуауа, входит в состав муниципалитета Гуасапарес и является его административным центром. Численность населения, по данным переписи 2010 года, составила 2053 человека.

## Общие сведения
Теморис был основан в 1903 году как рабочий посёлок при горнодобывающих шахтах, и имел большое развитие, так как располагался в непосредственной близости к железной дороге.
В 1964 году в Теморис был перенесен административный центр муниципалитета.